# Castlebar Celtic FC
Castlebar Celtic FC is een Ierse voetbalclub uit Castlebar, County Mayo.
De club werd in 1924 opgericht. In 2009 en 2010 speelde Castlebar Celtic in het A Championship, het derde Ierse niveau. Sindsdien wordt in de Mayo Association Football League gespeeld. De club speelt haar thuiswedstrijden op Celtic Park dat plaats biedt aan 1.500 toeschouwers.

## Erelijst
- Mayo League: 15
  - 1957/58, 1958/59, 1959/60, 1960/61, 1961/62, 1967/68, 1978/79,1980/81, 1982/83, 1983/84, 1984/85, 1985/86, 1986/87, 2001, 2006

- Connaught Cup: 9
  - 1947, 1955, 1959, 1960, 1964, 1980, 1982, 1986, 2003

- Connaught Senior League: 1
  - 1988 / 89